# Adelbrik Adelen
Adelbrik Adelen (Sexbierum) was een figuur uit een sage betreffende de geschiedenis van Friesland. Voor zijn waarachtige historiciteit bestaan geen contemporaine bronnen, en er zijn ook geen archeologische bewijzen.
De sage omvat de volgende onderdelen:
Hij zou zijn gekozen omstreeks 830 als de derde potestaat van Friesland, tijdens het Lotharings opperbestuur, en versloeg de Noormannen. Bij Kollum behaalde hij een overwinning op een Zweedse hertog. Een late bron geeft aan dat hij een broer of een neef zou geweest zijn van de Utrechtse bisschop Frederik, uit hetzelfde Friese dorp.
Het familiewapen van Adelen is een halve Friese adelaar links, en rechts op een blauw veld een sleutel omhoog met linksboven en rechtsonder een 5-puntige ster.